# Kanton Ober-Vellmar
Der Kanton Ober-Vellmar war eine Verwaltungseinheit im Distrikt Kassel des Departements der Fulda im napoleonischen Königreich Westphalen. Hauptort des Kantons und Sitz des Friedensgerichts war der Ort Obervellmar, heute Stadtteil von Vellmar im Landkreis Kassel. Der Kanton umfasste 16 Dörfer und Weiler, hatte 6.228 Einwohner und eine Fläche von 2,09 Quadratmeilen.
Zum Kanton gehörten die Kommunen:
- Obervellmar
- Harleshausen
- Heckershausen
- Ihringshausen
- Kirchditmold
- Mönchehof
- Napoleonshöhe (Wilhelmshöhe)
- Niedervellmar
- Rothenditmold
- Simmershausen, mit Frommershausen
- Wahlershausen
- Wahnhausen
- Wehlheiden
- Wolfsanger, mit Fasanenhof